# Trummertenhof

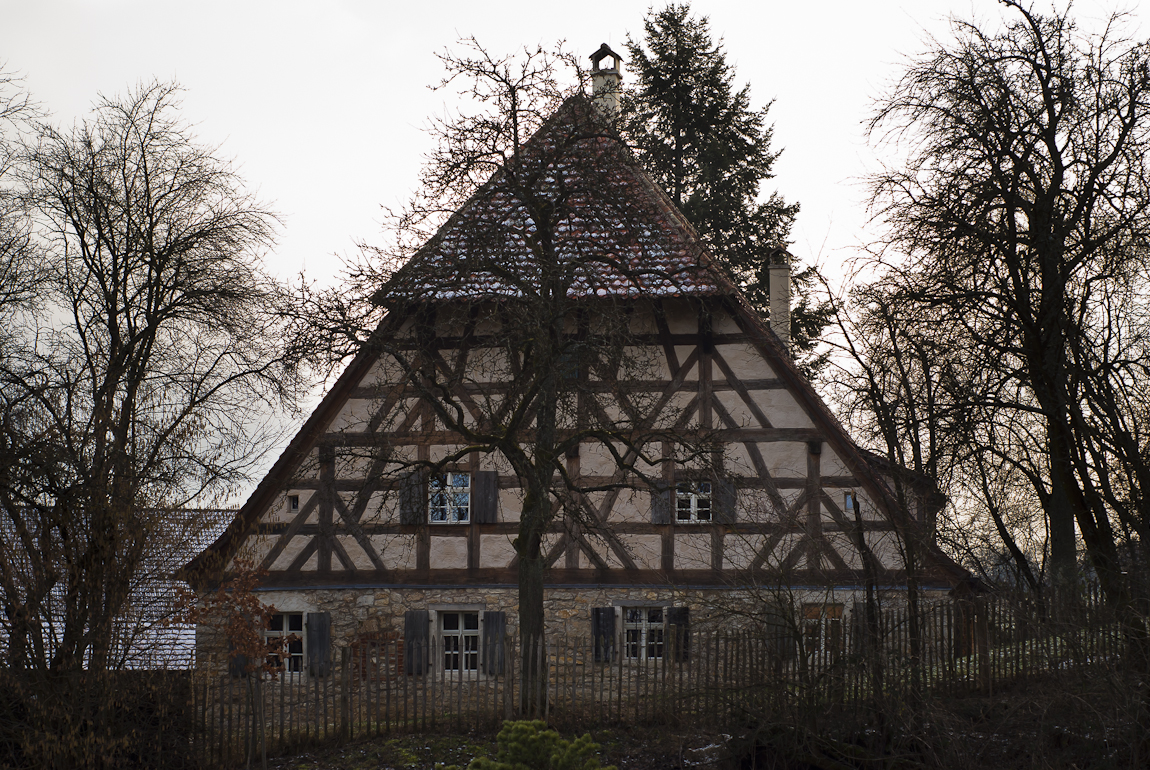
Trummertenhof in Peuerling

Der Trummertenhof in Peuerling, einem Gemeindeteil der Gemeinde Engelthal im mittelfränkischen Landkreis Nürnberger Land (Bayern), ist ein Bauerngehöft, dessen Geschichte bis ins 17. Jahrhundert zurückgeht. Das ehemalige Wohnstallhaus mit der Adresse Peuerling 1, am östlichen Ortsende gelegen, ist ein geschütztes Baudenkmal.

## Geschichte
Im Jahr 1620 wird ein Hanns Trummer als Besitzer des Hofes erwähnt, dessen Nachfahren bis ins 20. Jahrhundert den nach ihnen benannten Hof besaßen.

## Beschreibung
Eine dendrochronologische Datierung Ende der 2020er ergab, dass das bis heute erhaltene ehemalige Wohnstallhaus um 1800/01 erbaut wurde. Der eingeschossige Kalksteinbau mit Fachwerkgiebel wird von einem steilen Satteldach gedeckt. Über dem Westgiebel mit Zierfachwerk befindet sich ein Schopfwalm.
Bei der aufwändigen Renovierung in den 2000er Jahren wurde die ursprüngliche Raumaufteilung des Hauses beibehalten.

Das Gebäude ist vom Bayerischen Landesamt für Denkmalpflege als Baudenkmal (D-5-74-120-20) ausgewiesen. 